# Janusz Grzelak
Janusz Łukasz Grzelak (ur. 12 lipca 1941 w Warszawie, zm. 24 kwietnia 2025) − polski psycholog, profesor nauk humanistycznych, były wiceminister edukacji. Wieloletni pracownik Wydziału Psychologii Uniwersytetu Warszawskiego i profesor tej uczelni.

## Życiorys

### Wykształcenie i praca naukowa
W 1963 ukończył studia w Instytucie Psychologii Uniwersytetu Warszawskiego. Początkowo zatrudniony w Pracowni Psychologii Społecznej Polskiej Akademii Nauk, w 1966 został pracownikiem naukowym Wydziału Psychologii UW. W 1970 uzyskał stopień doktora nauk humanistycznych w zakresie psychologii ze specjalnością psychologia społeczna. Promotorem pracy doktorskiej był Tadeusz Tomaszewski. W 1977 uzyskał stopień doktora habilitowanego na podstawie rozprawy pt. Konflikt interesów. (Analiza psychologiczna). W 2001 otrzymał tytuł naukowy profesora nauk humanistycznych.
Był stypendystą Programu Fulbrighta (1969). W latach 1996–1999 był prorektorem ds. współpracy z zagranicą Uniwersytetu Warszawskiego, a w latach 1981–1982 i 2005–2008 dziekanem Wydziału Psychologii UW. Był współtwórcą Instytutu Studiów Społecznych Uniwersytetu Warszawskiego, a w latach 2000–2002 pełnił funkcję jego dyrektora. Działał na rzecz umiędzynarodowienia polskiej psychologii. Wielokrotnie wyjeżdżał zwłaszcza do USA i Holandii, nawiązywał indywidualną i instytucjonalną współpracę badawczą. Był inicjatorem i współtwórcą studiów w języku angielskim przy Wydziale Psychologii UW. W latach 1984–1990 członek Komitetu Wykonawczego European Association of Experimental Social Psychology. Był kierownikiem Katedry Psychologii Społecznej na Uniwersytecie Warszawskim, a następnie na Akademii Pedagogiki Specjalnej w Warszawie.
Jego zainteresowania naukowe obejmowały współzależność społeczną, konflikt między interesem indywidualnym a społecznym – uwarunkowania motywacyjne (orientacje społeczne) i poznawcze, dylematy społeczne i ich rozwiązywanie, kwestię władzy i kontroli, konsekwencje deprywacji kontroli (bezradność społeczna), postawy Polaków wobec dóbr publicznych w okresie zmian ustrojowych, negocjacje i mediacje, metodologię ewaluacji skuteczności oddziaływań społecznych.

### Działalność publiczna
Podczas wydarzeń sierpniowych w 1980 przyłączył się do skierowanego do władz komunistycznych apelu 64 naukowców, literatów i publicystów o podjęcie dialogu ze strajkującymi robotnikami. W tym samym roku wstąpił do „Solidarności”, w 1981 wszedł w skład zarządu Regionu Mazowsze związku. Reprezentował lokalne struktury NSZZ „Solidarność” z I Krajowym Zjeździe Delegatów w Gdańsku. Został członkiem KSR Wolność-Sprawiedliwość-Niepodległość. Po wprowadzeniu stanu wojennego represjonowany przez funkcjonariuszy Służby Bezpieczeństwa, zmuszony do ustąpienia ze stanowiska dziekana Wydziału Psychologii UW. Współpracował z podziemną „Solidarnością”, był łącznikiem merytorycznym między podziemnymi władzami Regionu Mazowsze związku a Tymczasową Komisją Koordynacyjną. Był też członkiem Komitetu Helsińskiego oraz współzałożycielem i członkiem podziemnego Społecznego Komitetu Nauki, współorganizował akademicki ruch oporu. W latach 1980–1991 pracował nad prawem dla szkół wyższych i nauki (początkowo w ramach komisji kierowanej przez Zbigniewa Resicha oraz Społecznego Komitetu Nauki). W 1989 uczestniczył w obradach Okrągłego Stołu jako wiceprzewodniczący zespołu do spraw oświaty i nauki z ramienia strony opozycyjnej.
Po utworzeniu rządu Tadeusza Mazowieckiego został wiceministrem edukacji narodowej, funkcję tę pełnił do zmiany rządu w 1991. Wchodził również w skład zarządu Towarzystwa Popierania i Krzewienia Nauk, w latach 1999–2002 przewodniczył radzie programowej tej organizacji.
Został pochowany na cmentarzu Komunalnym Północnym w Warszawie.

## Wybrane publikacje
- J. Grzelak, Konflikt interesów, Warszawa: PWN, 1978.
- J. Grzelak, Bezradność społeczna. Szkic teoretyczny, [w:] M. Kofta (red.), Psychologia aktywności, Poznań: Nakom, 1993.
- J. Grzelak, G. Wieczorkowska-Nejtardt, Attitudes toward public affairs in society in transition, [w:] D. Messick & W. Liebrand (red.), Social Dilemmas, New York: Plenum, 1996.
- J. Grzelak, Współzależność społeczna, [w:] J. Strelau (red.), Psychologia, tom 3, Gdańsk: Gdańskie Wydawnictwo Naukowe, 2000, s. 125–143.
- J. Grzelak, A. Nowak, Wpływ społeczny, [w:] J. Strelau (red.), Psychologia, tom 3, Gdańsk: Gdańskie Wydawnictwo Naukowe, 2000, s. 187–203.
- J. Grzelak, O intencjach, kontroli i zaufaniu, [w:] D. Doliński, B. Weigl (red.), Od myśli i uczuć do decyzji i działań, Warszawa: Wydawnictwo Instytutu Psychologii PAN, 2001, s. 91–110.
- J. Grzelak, Kontrola, preferencje kontroli, postawy wobec problemów społecznych, [w:] M. Lewicka, J. Grzelak (red.), Jednostka i społeczeństwo, Gdańsk: Gdańskie Wydawnictwo Psychologiczne, 2002, s. 131–148.
- J. Grzelak, O orientacjach kontroli, [w:] J. Brzeziński i H. Sęk (red.), Psychologia w obliczu nadchodzących przemian społeczno-kulturowych, seria: Kolokwia Psychologiczne, tom 10, Warszawa: Instytut Psychologii PAN, 2002.
- J. Grzelak, Dylematy społeczne, [w:] T. Tyszka (red.), Psychologia ekonomiczna, Gdańsk: Gdańskie Wydawnictwo Naukowe, 2004, s. 243–271.
- I. Zinserling, J. Grzelak, Orientacje społeczne i orientacje kontroli a wrażliwość Polaków na dobro wspólne (Social and control orientations of Poles and sensitivity to common goods), [w:] A. Szuster, D. Rutkowska (red.), O różnych obliczach altruizmu, Warszawa: Scholar, 2008.
- J. Grzelak, D. Kuhlman, E. Yeagley, J. Joireman, Attraction to Prospective Dyadic Relationships, [w] M. Kramer, M. Bazerman (red.), Social decision making, Nowy Jork: Psychology Press, 2009, s. 186–205.

## Odznaczenia i wyróżnienia
- 1993 – Medal Komisji Edukacji Narodowej[5]
- 1994 – Krzyż Kawalerski Orderu Odrodzenia Polski[5]
- 2008 – Morton Deutsch Award for Contribution to Negotiation Theory and Practice[5]
- 2011 – Krzyż Oficerski Orderu Odrodzenia Polski[9]
- nagrody rektora UW i ministra szkolnictwa wyższego[5]